# Protzia exima
Protzia exima är en kvalsterart som beskrevs av Viets 1938. Protzia exima ingår i släktet Protzia och familjen Protziidae. Inga underarter finns listade i Catalogue of Life.